# دونالد كون
دونالد كون (بالإنجليزية: Donald Kohn)‏ هو اقتصادي أمريكي، ولد في 7 نوفمبر 1942 في فيلادلفيا في الولايات المتحدة.

## وصلات خارجية
- دونالد كون على موقع إن إن دي بي (الإنجليزية)